# 노네인
노네인(nonane) 또는 노난은 분자식 C9H20, 축약구조식(Condensed structural fomula) CH3(CH2)7CH3을 갖는 알케인으로, 35가지의 이성질체를 가지고 있다.